# Kujdanów
Kujdanów (ukr. Киданів, Kydaniw) – wieś na Ukrainie, w obwodzie tarnopolskim, w rejonie czortkowskim. W 2001 roku liczyła 311 mieszkańców. Przez wieś biegnie droga terytorialna T 2006. Wieś jest siedzibą rady wiejskiej.

## Historia
24 stycznia 1392 roku król Władysław II Jagiełło wydał w Łucku gramotę, którą nadał wieś Kujdanów Michałowi Awdańcowi z Buczacza. 
W II Rzeczypospolitej miejscowość stanowiła początkowo samodzielną gminę jednostkową. 1 sierpnia 1934 roku w ramach reformy na podstawie ustawy scaleniowej została włączona do zbiorowej gminy wiejskiej Petlikowce Stare w powiecie buczackim, w województwie tarnopolskim.
Po włączeniu wsi do Związku Radzieckiego zmieniono jej ukraińską nazwę z Кійданів (Kijdaniw) na Киданів (Kydaniw).
Od 28 grudnia 1993 wieś jest siedzibą rady wiejskiej.

## Religia
We wsi znajduje się cerkiew.

## Związani z miejscowością
- Jan Manasterski – szlachcic, poseł Sejmu Krajowego Galicji drugiej kadencji i Rady Państwa
- Michał Kizimowicz – polski (ukraiński) nauczyciel, spensjonowany w 1931[4]

## Literatura
- Akta grodzkie i ziemskie. T. X. Lwów, 1884, s. 2.